# Военный ординариат Новой Зеландии
 Военный ординариат Новой Зеландии  (англ. Military Ordinariate of New Zealand) — военный ординариат Римско-Католической Церкви, действующий в Новой Зеландии. Военный ординариат Новой Зеландии, подчиняясь непосредственно Святому Престолу, обеспечивает пастырское окормление военнослужащих вооружённых сил Новой Зеландии и их семей.

## История
28 октября 1958 года в Новой Зеландии было создано военное капелланство для обеспечения духовных потребностей военнослужащих новозеландской армии.
21 июля 1986 года Римский папа Иоанн Павел II выпустил апостольскую конституцию Spirituali Militum curae, которой преобразовал военное капелланство в военный ординариат Новой Зеландии.

## Ординарии епархии
- епископ Owen Noel Snedden (28.10.1976 — 17.04.1981);
- епископ Edward Russell Gaines (19.06.1981 — 6.09.1994);
- кардинал Томас Стэффорд Уильямс (1.06.1995 — 1.04.2005);
- кардинал Джон Эчерли Дью (1.04.2005 — 5.05.2023);
- архиепископ Пол Джерард Мартин (5.05.2023 — по настоящее время).

## Источник
- Annuario Pontificio, Libreria Editrice Vaticana, Città del Vaticano, 2003, ISBN 88-209-7422-3
- Апостольская конституция Spirituali militum curae  (лат.)